# Charles Wentworth Dilke (1810–1869)
Charles Wentworth Dilke, 1:e baronet,  född den 18 februari 1810, död den 10 maj 1869, var en  engelsk tidningsman, son till Charles Wentworth Dilke, far till den kände politikern sir Charles Dilke. 
Dilke är huvudsakligen bekant såsom en av upphovsmännen till industriutställningarna i London 1851 och 1862 och blev sistnämnda år för sina förtjänster upphöjd till baronet. Han var tillika utställningskommissarie i New York 1853 och Paris 1855 samt en kort tid (1865-68) medlem av underhuset.